# Serhii Plokhy

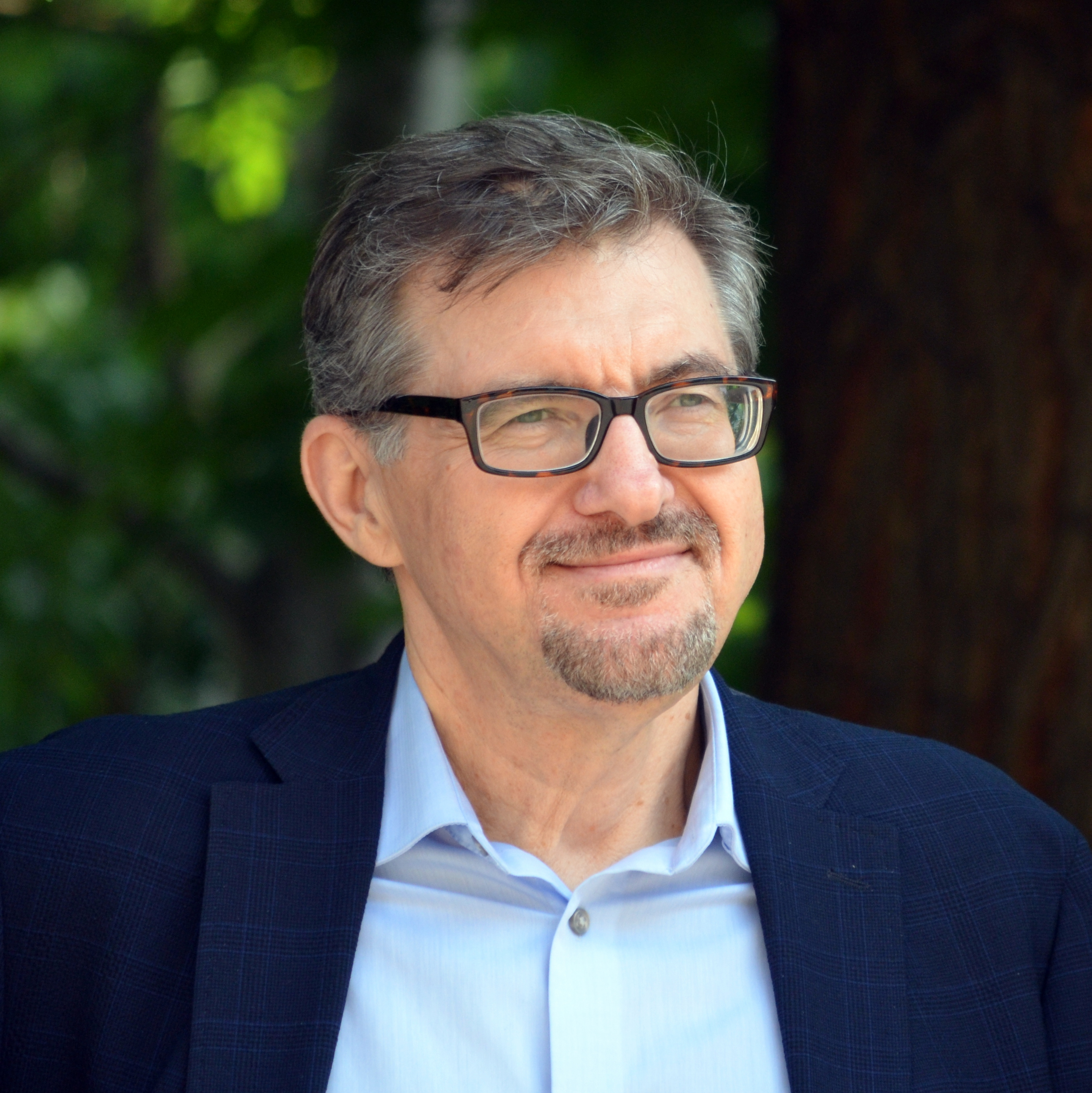
Serhii Plokhy

Serhii Plokhy ou Plokhii (em ucraniano:  Сергій Миколайович Плохій, em russo:  Серге́й Никола́евич Пло́хий; nascido em 23 de maio de 1957) é um historiador e autor ucraniano-americano especializado em história da Ucrânia, Europa Oriental e estudos da Guerra Fria. Ele é o professor de história da Ucrânia na Universidade de Harvard, onde também actua como diretor do Instituto de Pesquisa Ucraniano de Harvard.

## Honras e prémios
Em 2009, Plokhii recebeu o prémio de bolsa distinta da Early Slavic Studies Association e, em 2013, foi nomeado Walter Channing Cabot Fellow na Faculdade de Artes e Ciências da Universidade de Harvard pela eminência académica no campo da história.
Chernobyl ganhou o Prémio Baillie Gifford de 2018 (anteriormente o Prémio Samuel Johnson).

## Trabalhos publicados
- Plokhy, Serhii. The Cossacks and Religion in Early Modern Ukraine, Oxford University Press, 2002.ISBN 978-0-19-924739-4
- Plokhy, Serhii. Tsars and Cossacks: A Study in Iconography, Ukrainian Research Institute, Harvard University, 2003.ISBN 978-0-916458-95-9
- Plokhy, Serhii e Frank E. Sysyn. Religião e Nação na Ucrânia Moderna, Instituto Canadense de Estudos Ucranianos, 2003.ISBN 978-1-895571-36-3
- Plokhy, Serhii. Unmaking Imperial Russia: Mykhailo Hrushevsky and the Writing of Ukrainian History, University of Toronto Press, 2005.ISBN 978-0-8020-3937-8
- Plokhy, Serhii. As origens das nações eslavas: identidades pré-modernas na Rússia, Ucrânia e Bielo-Rússia, Cambridge University Press, 2006.ISBN 978-0-521-86403-9
- Plokhy, Serhii. Ucrânia e Rússia: Representações do Passado, University of Toronto Press, 2008.ISBN 978-0-8020-9327-1
- Plokhy, SM Yalta: The Price of Peace, Viking Adulto, 2010.ISBN 0-670-02141-5
- Plokhy, Serhii. The Cossack Myth: History and Nationhood in the Age of Empires, Cambridge University Press, 2012.ISBN 978-1107022102
- Plokhy, Serhii. O Último Império: Os Últimos Dias da União Soviética. Nova York: Basic Books, 2014. 520 pp. $ 32,00 (tecido),ISBN 978-0-465-05696-5.
- Plokhy, Serhii. El último imperio. Los días finales de la Unión Soviética. Turner, 2015. 576 pp.,ISBN 978-8416142101.
- Plokhy, Serhii. As portas da Europa: uma história da Ucrânia. Nova York: Basic Books, 2015. - 395 pp.,ISBN 978-0-465-05091-8.
- Plokhy, Serhii. Reino perdido: a busca pelo império e a formação da nação russa. Nova York: Basic Books, 2017. - 398 pp.,ISBN 978-0-465-09849-1.
- Plokhy, Serhii. Chernobyl: History of a Tragedy, Londres: Allen Lane, 2018.[3][4]
- Plokhy, Serhii. Nuclear Folly: A History of the Cuban Missile Crisis, Nova York: WW Norton & Company, 2021.ISBN 978-0-393-54081-9
- Plokhy, Serhii (2022) - Atoms and ashes : a global history of nuclear disasters - WW Norton & Company